# 山田温泉 (埼玉県)
山田温泉（やまだおんせん）は、埼玉県秩父市にある温泉。

## 泉質
- 放射能泉
  - 源泉温度15℃

冷鉱泉である。

## 温泉街
横瀬川沿いに一軒宿の「山田温泉」が存在していた。現在は閉鎖されている。川向かいには秩父七湯にも数えられる新木鉱泉が存在する。こちらは湧出温度15℃の硫黄冷鉱泉である。

## アクセス
- 鉄道 : 西武秩父線西武秩父駅または秩父鉄道御花畑駅よりバスで約25分で最寄バス停へ。そこからは徒歩約10分。